# Свети мученик Серапион
Свети Серапион је био хришћански мученик и светитељ.
Православна црква прославља светог Серапиона 13. (26.) јула.
Живео је и страдао у време цара Септимија Севера (193 – 211). Хришћански мученик, слављен посебно међу Грцима, Серапион је преобратио многе незнабошце, да би на крају био ухапшен и умро на ломачи. Верује се да је убијен у Македонији, 195. године.